# Sandro Spaeth

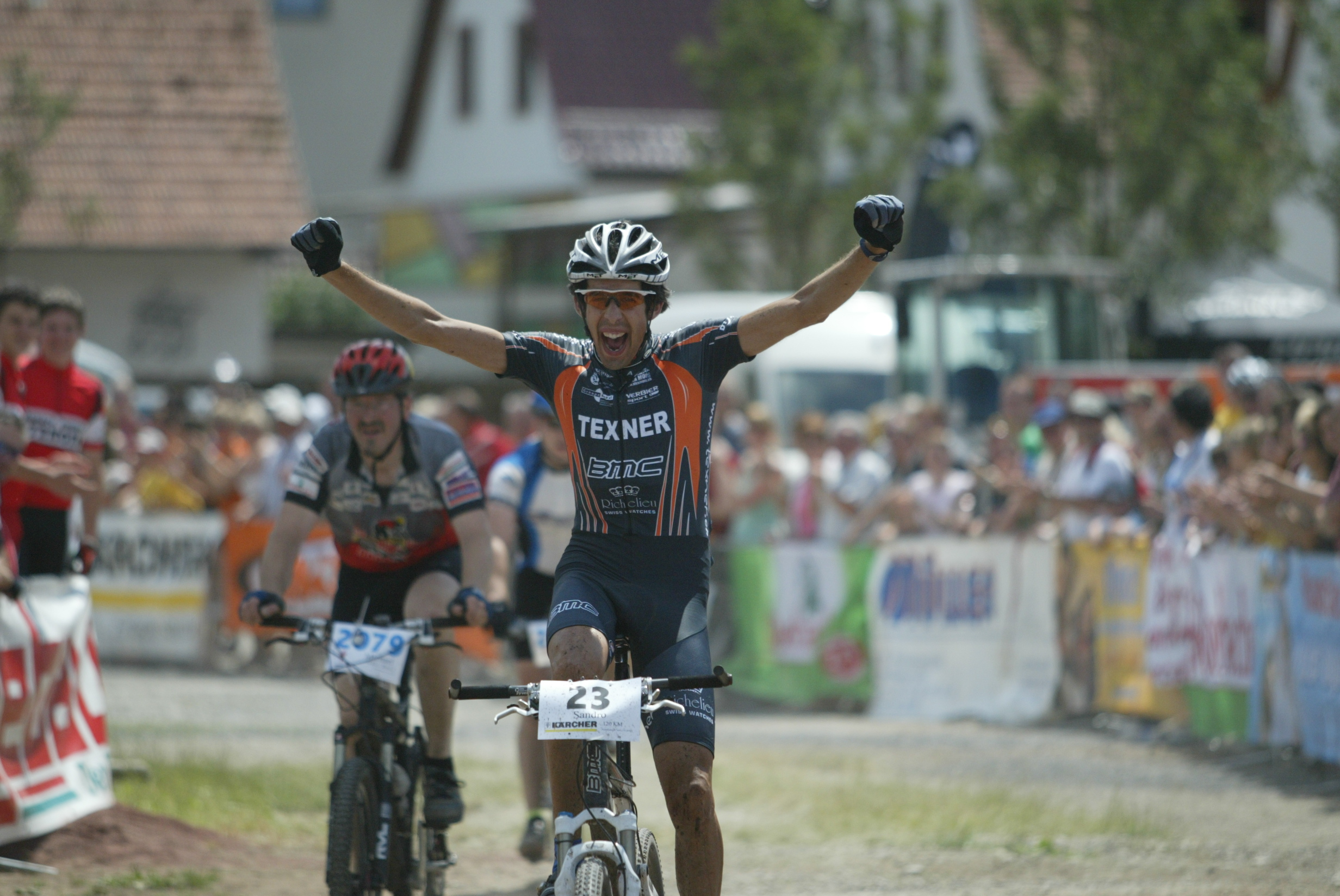
Sandro Spaeth bei der Zieleinfahrt des Spessart-Bike-Marathons 2008

Sandro Spaeth (* 8. Juni 1979 in Bern) ist ein Schweizer Journalist und ehemaliger Mountainbike-Radrennfahrer.

## Sportliche Laufbahn
Er konzentrierte sich hauptsächlich auf die Disziplin Mountainbike-Marathon, wo ihm zahlreiche Siege bei nationalen und internationalen Wettkämpfen gelangen, darunter dem Black Forest Ultra Bike Marathon, der Worldclass MTB Challenge und dem Spessart-Bike-Marathon. Während seiner Jahre als Profi stand Spaeth beim Team Texner BMC unter Vertrag.
Zu den grössten internationalen Erfolgen von Spaeth gehören die Bronzemedaille an der Mountainbike-Marathon-Europameisterschaft 2005 in Frammersbach und der 10. Rang an den Mountainbike-Marathon-Weltmeisterschaften 2008 im italienischen Villabassa.

## Journalistische Laufbahn
Spaeth absolvierte die Diplomausbildung Journalismus an der Schweizer Journalistenschule MAZ. Seit 2011 ist er Ressortleiter Wirtschaft und seit 2018 Mitglied der Redaktionsleitung der Schweizer Pendlerzeitung 20 Minuten.